# Mirosław Haniszewski
Mirosław Haniszewski (ur. 7 sierpnia 1978 w Krakowie) – polski aktor teatralny i filmowy.

## Życiorys
W 2005 r. ukończył studia w Państwowej Wyższej Szkole Filmowej, Telewizyjnej i Teatralnej w Łodzi. Występował na deskach: Teatru Nowego i Teatru im. Stefana Jaracza (oba w Łodzi) oraz Teatru Polskiego we Wrocławiu.
Ma na koncie kilka ról w spektaklach Teatru Telewizji, zagrał m.in. Billauda w spektaklu Sprawa Dantona (2009).
Otrzymał nominację do Polskiej Nagrody Filmowej, Orzeł 2017 w kategorii najlepsza główna rola męska.

## Filmografia
| Rok       | Tytuł                                  | Rola                                           | Uwagi                                          |
| --------- | -------------------------------------- | ---------------------------------------------- | ---------------------------------------------- |
| 2002      | Samo życie                             | Mirosław Sikorski, żołnierz Wojska Polskiego   |                                                |
| 2003–2005 | Sprawa na dziś                         | dziennikarz „Kuriera Codziennego”              |                                                |
| 2003      | M jak miłość                           | pacjent w gabinecie Kotowicza                  | odc. 169                                       |
| 2004      | Teraz ja                               | kolega Pawła                                   |                                                |
| 2004      | Karol. Człowiek, który został papieżem | kolaborant w Wadowicach                        |                                                |
| 2005–2006 | Warto kochać                           |                                                |                                                |
| 2005      | PitBull                                | młody mundurowy                                |                                                |
| 2005      | Oda do radości                         | adorator Baśki                                 | nowela Morze                                   |
| 2006      | Ranczo                                 | mężczyzna                                      | odc. 1                                         |
| 2006      | Kryminalni                             | Sebastian Topor                                | odc. 59, 60                                    |
| 2006      | Fałszerze – powrót Sfory               |                                                |                                                |
| 2006–2007 | Królowie śródmieścia                   | „Speedy”                                       |                                                |
| 2007      | Odwróceni                              | „Młody”                                        | odc. 4, 5                                      |
| 2007      | Halo Hans!                             | klaun                                          | odc. 8                                         |
| 2007      | Dwie strony medalu                     | pomocnik Alicji                                | odc. 91                                        |
| 2008      | Londyńczycy                            | policjant Jacek Turewicz                       | odc. 5                                         |
| 2008      | Czas honoru                            | Jacek Matuszak, strażnik na Pawiaku            |                                                |
| 2009      | Naznaczony                             | pracownik zakładu pogrzebowego                 | odc. 4, 8                                      |
| 2009      | Komisarz Blond i wszystko jasne        | asystent nadinspektora                         |                                                |
| 2009      | Generał – zamach na Gibraltarze        | kapitan Edward Prchal                          |                                                |
| 2009      | Generał                                | kapitan Edward Prchal                          |                                                |
| 2009      | Afonia i pszczoły                      | ksiądz                                         |                                                |
| 2010–2011 | Prosto w serce                         | policjant                                      |                                                |
| 2010      | Ojciec Mateusz                         | Marcin Denel                                   | odc. 49                                        |
| 2010      | Gdyby ryby miały głos                  | menedżer                                       |                                                |
| 2010      | Chichot losu                           | sędzia                                         | odc. 1                                         |
| 2011      | Przepis na życie                       | policjant                                      | odc. 9                                         |
| 2011      | Głęboka woda                           | dziennikarz telewizyjny                        | odc. 7                                         |
| 2011      | 80 milionów                            | „Gapa”                                         |                                                |
| 2011      | Ojciec Mateusz                         | policjant w Opatowie                           | odc. 89                                        |
| 2012      | Prawo Agaty                            | sędzia                                         | odc. 7                                         |
| 2012      | Misja Afganistan                       | chorąży Arkadiusz Sojczyk                      |                                                |
| 2012      | Hotel 52                               | Rafał Laskowski                                | odc. 61                                        |
| 2012      | Na dobre i na złe                      | Krzysztof Bogucki                              | odc. 503, 504                                  |
| 2013      | Komisarz Alex                          | Adrian Kazubek                                 | odc. 44                                        |
| 2013      | Wałęsa. Człowiek z nadziei             | SB-ek                                          |                                                |
| 2014      | Wataha                                 | Juchniewicz                                    |                                                |
| 2014      | Fotograf                               | attaché                                        |                                                |
| 2014      | Przyjaciółki                           | Radek Wysocki                                  |                                                |
| 2014      | Portrety wojenne                       | estoński oficer                                |                                                |
| 2014      | O mnie się nie martw                   | świadek Pawła                                  | odc. 13                                        |
| 2015      | Strażacy                               | policjant                                      | odc. 4, 9                                      |
| 2015      | Prokurator                             | Maciej Szterling                               | odc. 2                                         |
| 2015      | Mąż czy nie mąż                        | klient                                         | odc. 1, 9                                      |
| 2015      | Dzień w Warszawie                      | Bartek                                         |                                                |
| 2016      | Prosta historia o morderstwie          | aspirant Wiśniewski                            |                                                |
| 2016      | Jestem mordercą                        | kapitan Janusz Jasiński                        |                                                |
| 2016      | Druga szansa                           | reżyser Krzysztof                              |                                                |
| 2016      | Ja, Olga Hepnarová                     |                                                |                                                |
| 2016      | Bodo                                   | oficer                                         | odc. 8                                         |
| 2017      | Volta                                  | guerrillero Jose                               |                                                |
| 2017      | Ojciec Mateusz                         | Jerzy Małecki „Pingwin”                        | odc. 222                                       |
| 2017      | Amok                                   | policjant Paweł                                |                                                |
| 2017      | Atak paniki                            | świadek                                        |                                                |
| 2017      | Druga szansa                           | producent Kownacki                             | odc. 12                                        |
| 2017      | Najlepszy                              | instruktor tańca                               |                                                |
| 2017      | Miasto skarbów                         | prokurator Lekki                               |                                                |
| 2017      | Belfer 2                               | inspektor Ryszard Kowalczyk                    |                                                |
| 2017      | Barwy szczęścia                        | dyrektor TVP2                                  | odc. 1672, 1673, 1675, 1679, 1685              |
| 2018      | Three seconds                          | Proski                                         |                                                |
| 2018      | Odnajdę cię                            | Piotr, mąż Justy                               |                                                |
| 2018      | Leader                                 | lider                                          |                                                |
| 2018      | Kler                                   | ksiądz Bogdan                                  |                                                |
| 2018      | Kartka z powstania                     | kapitan Władysław Sieroszewski „Sabała”        |                                                |
| 2018      | Jeszcze dzień życia                    | Ryszard Kapuściński                            |                                                |
| 2018      | Drogi wolności                         | dziennikarz Rudolf Katzner                     |                                                |
| 2018      | 53 wojny                               | psychiatra                                     |                                                |
| 2018      | Żmijowisko                             | prokurator Izdebski                            | odc. 7                                         |
| 2018      | Chyłka. Zaginięcie                     | Witold „Wito” Trzciński                        |                                                |
| 2019      | Zasada przyjemności                    | Zenon Zarychta, mąż Janiny                     | odc. 6                                         |
| 2019      | Ultraviolet                            | Leon Borowy                                    | odc. 15                                        |
| 2019      | Polskie złoto                          | porucznik WP                                   |                                                |
| 2020      | Wyzwanie                               | Robert Krężel                                  |                                                |
| 2020      | Stulecie Winnych                       | ubek Walczak                                   |                                                |
| 2020      | Mały zgon                              | komisarz Mirosław Płoszaj                      |                                                |
| 2020      | Kod genetyczny                         | Robert Janas                                   |                                                |
| 2020      | Śniegu już nigdy nie będzie            | funkcjonariusz służb                           |                                                |
| 2020      | Ludzie i bogowie                       | „Oskar”                                        |                                                |
| 2020      | Żywioły Saszy                          | Jacek „Cuki” Borkowski                         |                                                |
| 2021      | Erynie                                 | Leon Bójko                                     |                                                |
| 2021      | Komisarz Alex                          | ojciec Kasi                                    | odc. 197                                       |
| 2022      | Behawiorysta                           | komisarz Marek Rosner                          |                                                |
| 2022      | Herkules                               | nadkomisarz Jacek Wojda                        |                                                |
| 2022      | Przyjaciółki                           | Marcin                                         | odc. 232, 233, 235, 236, 238, 239, 240         |
| 2024      | Matylda                                | Maurycy Rubin                                  | odc. 1, 2, 3, 4, 5, 6, 7, 8, 9, 10, 11, 12, 13 |
| 2024      | Napad                                  | Krzysztof Marczak, minister spraw wewnętrznych |                                                |

### Polski dubbing
- 2022: Morbius – Michael Morbius[3]